# Tina Schöpfer
Tina Schöpfer (* 13. Dezember 1975 in Ottweiler) ist eine deutsche Politikerin (Bündnis 90/Die Grünen). Schöpfer war von 2016 bis 2021 Landesvorsitzende von Bündnis 90/Die Grünen Saar.

## Leben und Beruf
Nach dem Studium der Politikwissenschaft und der Italienischen und Französischen Philologie an der Universität des Saarlandes mit Auslandsaufenthalten in Perugia und Bergamo legte sie 2002 ihre Magisterprüfung mit der Note „sehr gut“ ab. Ihre Abschlussarbeit mit dem Titel „Politische Show in Italien. Die Selbstdarsteller Umberto Bossi und Silvio Berlusconi“ veröffentlichte sie 2002 im ibidem-Verlag. Danach arbeitete sie als wissenschaftliche Mitarbeiterin am Lehrstuhl für Politikwissenschaft an der Universität des Saarlandes bis zur Schließung der Fakultät. 2003 arbeitete sie zunächst als Fraktionsassistentin mit Schwerpunkt Presse und Öffentlichkeit für die Fraktion Bündnis 90/Die Grünen im Saarbrücker Stadtrat. 2004 wurde sie Geschäftsführerin und Pressesprecherin der Fraktion. Von 2009 bis 2011 war Schöpfer als Marketingbeauftragte für das grenzüberschreitende Projekt Universität der Großregion an der Universität des Saarlandes tätig. Von 2011 bis 2012 arbeitete sie als Grundsatzreferentin im saarländischen Ministerium für Bildung. Seit 2012 ist Tina Schöpfer beim saarländischen Ministerium für Finanzen und Europa beschäftigt. Sie ist Referatsleiterin für grenzüberschreitende Zusammenarbeit.
Schöpfer ist verheiratet und lebt mit ihrem Mann in Neunkirchen-Kohlhof.

## Partei und Politik
Schöpfer ist seit 2003 Mitglied bei den Grünen. Seit 2004 ist sie Mitglied im Landesvorstand. Von 2006 bis 2016 war sie stellvertretende Landesvorsitzende. Von 2010 bis 2012 war sie Kreisvorsitzende in Saarbrücken.
2014 war Schöpfer die einzige grüne Stadtverordnete im Stadtrat Sulzbach. In der Regionalverbandsversammlung Saarbrücken war sie stellvertretende Fraktionsvorsitzende der Grünen. Nach ihrem Umzug nach Neunkirchen-Kohlhof wurde sie 2015 Kreisvorsitzende der Grünen im Kreis Neunkirchen und kandidierte als Landrätin. Bei der Landratswahl erhielt sie 10,2 % der Stimmen im ersten Wahlgang.
Seit Juli 2019 ist Schöpfer Fraktionsvorsitzende der Grünen im Stadtrat der Kreisstadt Neunkirchen.
Bei der Landtagswahl im Saarland 2017 kandidierte Schöpfer als Spitzenkandidatin der Grünen im Wahlkreis Neunkirchen (Saarpfalz-Kreis, Kreis Neunkirchen, Kreis St. Wendel) und auf Platz drei der Landesliste. Die Grünen haben bei der Landtagswahl 2017 den Einzug in den saarländischen Landtag verpasst.
2016 wurde Tina Schöpfer zur Landesvorsitzenden der Grünen Saar gewählt. 
Nachdem sie bei der Listenaufstellung für die Bundestagswahl 2021 dreimal bei der Wahl des Spitzenplatzes auf der saarländischen Landesliste durchgefallen war, verzichtete sie auf eine erneute Kandidatur als Landesvorsitzende. Als Nachfolger von Schöpfer und Markus Tressel im Landesvorsitz wurden Barbara Meyer-Gluche und Ralph Rouget gewählt. 
Tina Schöpfer ist Mitglied in der Neunkircher Bürgerinitiative Pro Betzenhölle – Für Natur und Leben in den Ortskernen und in der Europa-Union Saar.

## Veröffentlichungen
- Politische Show in Italien: Die Selbstdarsteller Umberto Bossi und Silvio Berlusconi. Eine vergleichende Analyse. Ibidem-Verlag, Stuttgart 2002, ISBN 3-89821-191-6.